# Nežárka
 (octobre 2014).
Si vous disposez d'ouvrages ou d'articles de référence ou si vous connaissez des sites web de qualité traitant du thème abordé ici, merci de compléter l'article en donnant les références utiles à sa vérifiabilité et en les liant à la section « Notes et références ».
La Nežárka est une rivière de Tchéquie et un affluent de la Lužnice. Elle provient de la confluence des rus Žirovnice et Kamenice, à 471 m d'altitude et coule sur une longueur de 56,2 km.

## Parcours
La Nežárka arrose les villes de :
- Jindřichův Hradec
- Stráž nad Nežárkou
- Veselí nad Lužnicí, où elle rejoint la Lužnice

## Source
- (cs) Cet article est partiellement ou en totalité issu de l’article de Wikipédia en tchèque intitulé « Nežárka » (voir la liste des auteurs).